# Kråkerøy kommun
Kråkerøy kommun (norska: Kråkerøy kommune) var en kommun i Østfold fylke i sydöstra Norge. Kommunen omfattade området kring ön Kråkerøy, söder om staden Fredrikstad i nuvarande Fredrikstads kommun. Orten Bjølstad utgjorde kommunens centralort.

## Administrativ historik
Kråkerøy kommun upprättades den 1 januari 1908 genom utbrytning ur Glemmens kommun. Kommunen hade 3  311 invånare vid upprättandet.
Den 1 januari 1994 gick Kråkerøy kommun, tillsammans med kommunerna Borge, Onsøy och Rolvsøy, upp i Fredrikstads kommun. Kommunens hade då 7 445 invånare.

## Kommunvapen
Blasonering: På blå bunn et omvendt sølv gaffelkors.
(I blått fält ett störtat gaffelkors av silver.)
Kommunvapnet godkändes genom kunglig resolution den 8 december 1961. Gaffelkorset är en illustration av ön Kråkerøys läge mellan de två utloppsarmarna till älven Glomma, Vesterelva respektive Østerelva.